# Oberlin College
Oberlin College es una universidad privada de artes liberales situada en Oberlin, Ohio (Estados Unidos).
Fue fundada en 1833 por dos pastores presbiteranianos, que le pusieron el nombre en recuerdo de Jean-Frédéric Oberlin. 
Oberlin es miembro de la Asociación de Universidades de los Grandes Lagos y los Cinco Colleges de Ohio. El lema de la escuela es Aprender y Trabajar.
Aquí realizó sus estudios William Goldman mientras redactó una de sus novelas: The Color of Light.

## Historia
Ambos, escuela y ciudad, fueron fundados en 1833 por los presbiterianos John Shipherd y Philo P. Stewart. Llamaron Oberlin al proyecto  en honor a un pastor alsaciano que admiraban. La institución fue construida en 2 km² de tierra donada por el dueño anterior, que vivía en Connecticut. La visión de los creadores era de hacer una comunidad religiosa y escuela.
Oberlin estuvo siempre asociada a causas progresistas. Fue la primera en Estados Unidos en admitir alumnos afroamericanos (1835). También fue de las primeras en implementar la educación mixta cuando admitieron el ingreso de 4 mujeres en 1837.
En junio de 2019 fue condenado a pagar 11M $ por alentar disturbios contra una panadería en el marco de la elección de Donald Trump como Presidente. 

## Centros docentes
Oberlin cuenta con 2800 alumnos aproximadamente, de los cuales la gran mayoría (2200) cursa programas de la Escuela de Artes y Ciencias, otros 400 alumnos asisten al Conservatorio y el resto cursa estudios en ambos centros docentes.

### Escuela de Artes y Ciencias
Ofrece 45 títulos de grado. Las carreras más populares han sido: Inglés, Biología, Historia, Política y Estudios Ambientales. El programa de ciencias de esta institución es considerado riguroso para ser una pequeña escuela liberal de artes, especialmente en las áreas de Biología, Física, Química y Neurociencia.

### Conservatorio de Música
El Conservatorio de Música Oberlin se encuentra entre los mejor clasificados del mundo. La admisión es rigurosa, con más de 1400 postulantes de todo el mundo para 120 vacantes. Como resultado, la calidad de esta comunidad artística es muy alta. Los estudiantes se benefician de más de 500 actuaciones al año, la mayoría gratuitas.

## Museo de Arte Memorial Allen
El Museo de Arte Memorial Allen, con más de 12.000 objetos conservados, fue el primer museo de arte de colegio al oeste de los Alleghenies y se mantiene al nivel de los de Princeton, Harvard y Yale.

## Biblioteca
El Sistema de la Biblioteca del Oberlin College es uno de los sistemas de biblioteca más grandes para estudiantes universitarios, conteniendo alrededor de 1,3 millones de volúmenes y 1800 suscripciones de publicaciones periódicas distribuidos en cinco locales separados (Main Library «Biblioteca Principal», Art Library «Biblioteca de Arte», Conservatory of Music Library «Biblioteca del Conservatorio de Música», Science Library «Biblioteca de Ciencias» y Carnegie Storage), un gran departamento de Colecciones Especiales con su fuerte en material de Oberliniana y antiesclavitud, y 52 miembros del personal. Además de la amplitud de su patrimonio, está reconocida por su calidad: la biblioteca recibió el premio de excelencia (American Librery Award) de la Association of College and Research Libraries en el año 2002, y en 2006 el director de la Biblioteca Ray English fue nombrado Bibliotecario de Investigación del año. En el verano de 2007 el nivel principal de la biblioteca principal en el Seeley G. Mudd Learning Center fue convertida en una Academic Commons.